# Žilvinas Šilgalis

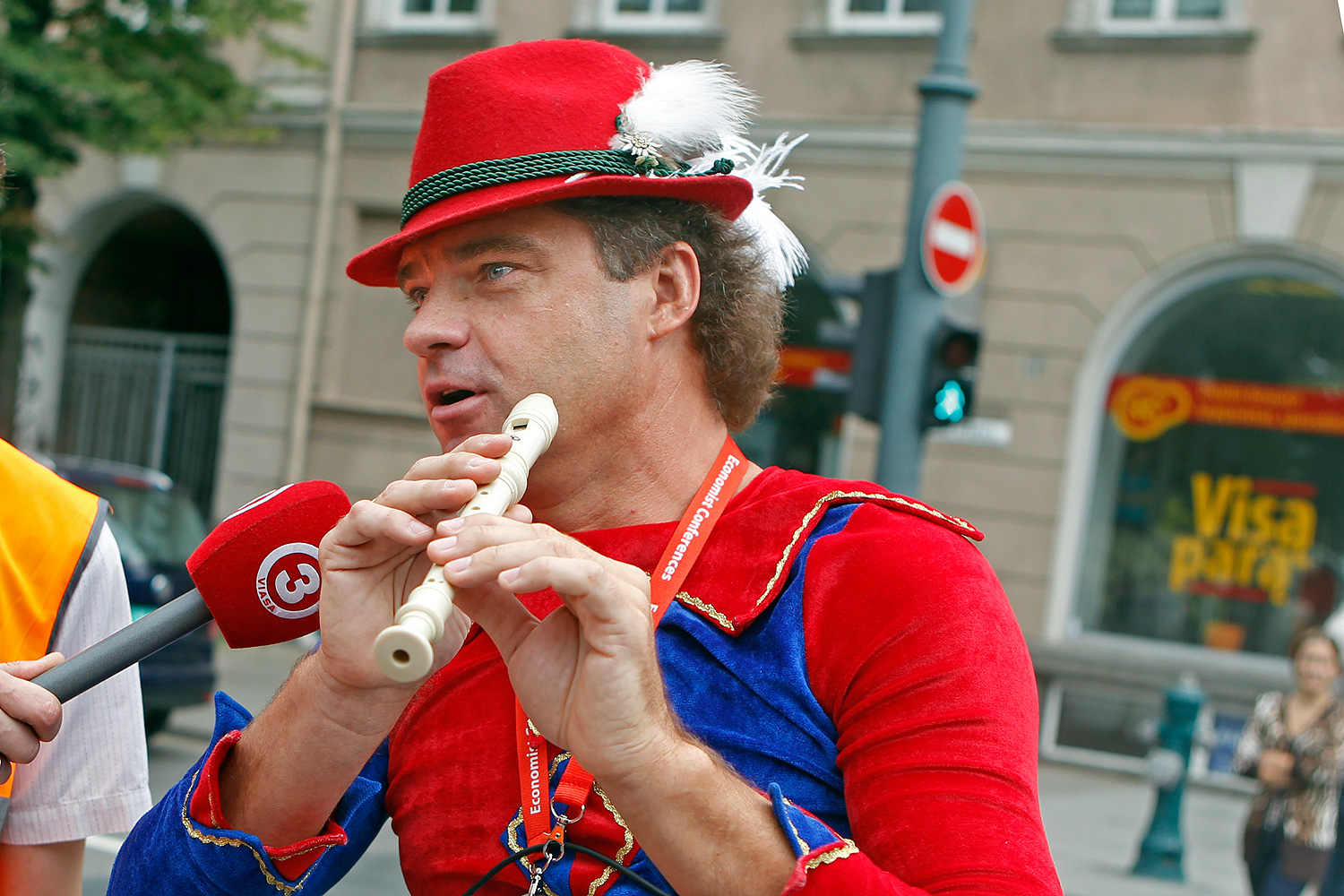
Žilvinas Šilgalis

Žilvinas Šilgalis (* 3. März 1970 in Kaunas) ist ein litauischer liberaler Politiker.

## Leben
Nach dem Abitur 1988 an der 3. Mittelschule Telšiai absolvierte Šilgalis 2003 das Bachelorstudium an der Fakultät für Chemietechnologie der Kauno technologijos universitetas und wurde Ingenieur und Ökologe.
Von 1995 bis 1996 war er Leiter von UAB „Notija“, von 1996 bis 2001 Kommerzdirektor bei UAB „Stotas“, von 2001 bis 2003  Direktor der UAB „Stotas“, von 2000 bis 2004 Mitglied im Stadtrat Telšiai, von 2008 bis 2012 Mitglied im Seimas. Seit 2013 ist er Mitglied im Rat der Stadtgemeinde Vilnius in der Fraktion TAIP.
Šilgalis ist Mitglied von Lietuvos laisvės sąjunga (liberalai).